# Commiphora paolii
Commiphora paolii är en tvåhjärtbladig växtart som beskrevs av Emilio Chiovenda. Commiphora paolii ingår i släktet Commiphora och familjen Burseraceae. Inga underarter finns listade i Catalogue of Life.